# Qof

La lettera fenicia Qof

Qof o qoph (anche Kof, ק in ebraico biblico pronunciata /kˁ/ o /q/; in ebraico moderno /k/) è la diciannovesima lettera dell'alfabeto fenicio e dell'ebraico, rappresentante una Q dura proveniente dal fondo della gola. Nella gematria ebraica ha il valore numerico di 100.
La lettera fenicia è divenuta nel corso del tempo la lettera Q dell'alfabeto latino e la lettera Qoppa (Ϙ, ϙ) in talune varietà arcaiche dell'alfabeto greco.
Il termine ebraico qof significa "scimmia". La sua forma ricorda una scure nel carattere ebraico, o una clava nel carattere più antico.

## Origini
L'origine di qoph è incerta. Si pensa che venisse originariamente rappresentata da un ago, nello specifico una cruna d'ago (in ebraico קוף‎? significa "foro/apertura"), o la nuca (qāf in arabo significa "nuca"). Secondo un altro parere più antico, potrebbe anche essere stata l'immagine di una scimmia con coda.

## Qofebraica
Nella sua translitterazione, la lettera Qoph viene rappresentata con un valore di 'Q' o 'K'.
| Varianti ortografiche | Varianti ortografiche | Varianti ortografiche | Varianti ortografiche | Varianti ortografiche |
| Vari font tipografici | Vari font tipografici | Vari font tipografici | Corsivo ebraico       | Carattere Rashi       |
| Serif                 | Sans-serif            | Monospazio            | Corsivo ebraico       | Carattere Rashi       |
| --------------------- | --------------------- | --------------------- | --------------------- | --------------------- |
| ק                     | ק                     | ק                     |                       |                       |

Ortografia ebraica compitata: קוֹף‎

### Pronuncia
Nell'ebraico moderno questa lettera viene anche chiamata kuf/quf. La lettera rappresenta /k/; cioè non vien fatta distinzione tra Qof e Kaph. Tuttavia, molti gruppi storici fanno una distinzione, con gli ebrei iracheni e mizrahì che pronunciano Qof [ q ] e gli ebrei yemeniti [ ɡ ], sotto l'influenza dell'arabo yemenita.

### Significato
Qof in ghematria rappresenta il numero 100 (cento). Sara viene descritta nella midrash di Bereshit Rabbah come in ebraico בת ק' כבת כ' שנה לחטא‎?, letteralmente "A Qof anni d'età, era come se avesse Kaph anni d'età nel peccato" (cioè: quando aveva 100 anni d'età, era così senza peccato come se ne avesse avuti 20).
Note
1. 1 2  Genya Nahmani Greppi, Grammatica ebraica, Vallardi, 2005, ss.vv. ISBN 978-8882119546. Vedi anche Pietro Magnanini & P. Paolo Nava, Grammatica della lingua ebraica, ESD, 2008. ISBN 978-8870946826
2. ↑  Travers Wood, Henry Craven Ord Lanchester, A Hebrew Grammar, 1913, p. 7; A. B. Davidson, Hebrew Primer and Grammar, 2000,  p. 4. Il significato è comunque incerto. "Cruna dell'ago" viene spesso citato, come anche "nodo": Harvard Studies in Classical Philology, vol. 45.
3. ↑  Isaac Taylor, History of the Alphabet: Semitic Alphabets, Part 1, 2003: «La vecchia spiegazione, che è stata nuovamente ripresa da Halévy, è che denoti una 'scimmia', col carattere Q preso a rappresentare una scimmia con la coda a penzoloni. Può anche essere fatta risalire ad una radice talmudica, che significherebbe un'"apertura" di qualche tipo, come la "cruna di un ago" (...) Lenormant adotta la più consueta spiegazione che la parola significhi un "nodo".»
4. ↑  Cfr. anche "Alfabeto ebraico: dalla tzàde alla tau" Archiviato il 2 aprile 2015 in Internet Archive., su biblistica.org
5. ↑   Tabella della Ghematria, su inner.org (archiviato dall'url originale il 26 dicembre 2011).

Voci correlate
- Qāf
- Qoppa

Altri progetti
- Wikizionario contiene il lemma di dizionario «qof»
- Wikimedia Commons contiene immagini o altri file su qof